# ایرینا ۵۹۵۷
سیارک ۵۹۵۷ (به انگلیسی: 5957 Irina، نامگذاری:1988JN) پنج هزار و نهصد و پنجاه و هفتمین سیارک کشف شده‌است که در ۱۱ مه ۱۹۸۸ کشف شد.
قدر مطلق سیارک برابر ۱۲٫۰۰ است.